# Radio Filharmonisch Orkest
Het Radio Filharmonisch Orkest (RFO) is een Nederlands symfonieorkest, dat behoort tot de Stichting Omroep Muziek, gevestigd te Hilversum. Het orkest werd in 1945 opgericht door de gezamenlijke omroepen en geformeerd door de eerste chef-dirigent Albert van Raalte.
Het eerste concert vond plaats op 7 oktober 1945. In de eerste jaren werd ten behoeve van de radio-uitzendingen vrijwel uitsluitend in de studio gespeeld, maar gaandeweg werden ook steeds meer live-uitvoeringen in concertzalen gegeven.   
Het RFO verzorgt concerten voor het Nederlands publiek omroepbestel en speelt regelmatig in Het Koninklijk Concertgebouw Amsterdam en TivoliVredenburg in Utrecht. Het orkest speelt behalve het gewone klassieke repertoire ook vaak zelden gespeelde orkestwerken van romantiek tot heden. Van 2012 tot 2019 was Markus Stenz chef-dirigent. Hij werd in september 2019 opgevolgd door Karina Canellakis. Ze is de eerste vrouwelijke chef-dirigent van een Nederlands symfonieorkest.

## Chef-dirigenten
- Albert van Raalte 1945-1949
- Paul van Kempen 1949-1955
- Bernard Haitink 1955-1961
- Willem van Otterloo 1962-1972
- Jean Fournet 1962-1978
- Hans Vonk 1973-1979
- Sergiu Comissiona 1982-1989
- Edo de Waart 1989-2004 (nu eredirigent)
- Jaap van Zweden 2005-2012
- Markus Stenz 2012-2019
- Karina Canellakis sinds september 2019